# جیم هنری (غواص)
جیم هنری (انگلیسی: Jim Henry؛ زادهٔ september ۴, ۱۹۴۸ (۷۶ سال)) ورزشکار شیرجه اهل ایالات متحده آمریکا است.
وی در مسابقات کشوری و بین‌المللی در مجموع برندهٔ ۱ مدال برنز شده‌است.